# 家有女友
《家有女友》（簡稱）是日本漫畫家流石景創作的漫畫，2014年到2020年於《週刊少年Magazine》連載。

## 故事簡介
高中生藤井夏生暗戀著經常在頂樓散心的女老師橘陽菜，在一場聯誼會上和初次見面的女生橘瑠衣糊里糊塗的經歷了初體驗，幾天過去，心情仍未平復的夏生得知了老爸要再婚的消息，而新母親帶來的兩個孩子——正是陽菜老師和初體驗的女孩，這段錯綜複雜的三角關係就這麼的開始了。

## 劇情概要
序章
單行本：1卷 - 2卷（第1話 - 第15話）
希望成為小說家的赤森高校2年級學生・藤井夏生，對班上的英文老師・橘陽菜有著戀心。某天，在朋友的勸誘下一起去跟別校的女學生聯誼，在那時遇見了橘瑠衣，並被瑠衣叫到家裡發生了肉體關係。在那之後父親再婚，結果發現父親再婚對象的女兒，竟然就是陽菜與瑠衣姊妹，於是與兩人便開始過著義理兄弟姐妹的奇妙生活。瑠衣也以此為契機轉學到了夏生和陽菜所在的赤森高校。不久後，得知了陽菜不倫的夏生和瑠衣逼迫她與不倫對象萩原柊別離，陽菜因此下定決心離開了柊。在那之後，剛和不倫對象別離的陽菜和夏生一同外出，夏生也在此時告訴了陽菜，希望陽菜能成為自己女友，而陽菜在這時拒絕了，因為一旦這麼做義姊弟的關係便會結束。
文藝部入部
單行本：3卷 - 5卷（第16話 - 第36話）
瑠衣的同學柏原桃子認識了夏生後，桃子邀請夏生到她家發生肉體關係，然而夏生在發現了桃子手上的割腕傷痕後，知道了桃子過去所發生的事情，便下定決心只與桃子做朋友。夏生在瑠衣說想認識社團活動，陪著瑠衣四處參觀社團，在這過程中也發現了文藝社的存在，之後在現代文教師桐谷怜士的影響下，加入了葦原美雨為部長的文藝部。桃子與瑠衣也在這之後入部了。在那時，瑠衣也終於意識到自己喜歡夏生的感覺，之後夏生和瑠衣兩人，便在瑠衣單方迫近的情勢下接吻了。
修學旅行、成為小說家的決心
單行本：6卷 - 7卷（第47話 - 第58話）
與陽菜別離
單行本：7卷 - 8卷（第58話 - 第72話）
升上高校3年級
單行本：8卷 - 10卷（第73話 - 第85話）
各自的夢想
單行本：10卷 - 12卷（第86話 - 第107話）
最後的學園祭
單行本：12卷 - 13卷（第108話 - 第117話）
大學測驗、畢業
單行本：13卷 - 15卷（第118話 - 第137話）
新生活開始
單行本：15卷 - （第138話 - 第235話）

## 登場人物

### 主要人物
藤井夏生（Fujii Natsuo，聲：八代拓、鬼頭明里（童年時期））
本作男主角。生日:/7月13日/星座：巨蟹座/。
本作初登場時是就讀於赤森高中的2年5班學生。
升上高中前還戴著眼鏡，升入高中後改變了自己的四眼形象。性格善良溫柔，人際很和諧。喜歡的作家是朱川湊人、桐野夏生以及蓮川要等。暗戀著自己的高中英文老師橘陽菜，為了切斷對陽菜的情感而去參加聯誼，途中與陽菜的親妹妹橘瑠衣逃掉聯誼並來到瑠衣家，在瑠衣的要求下與其發生了第一次性關係。後來，因為父親與瑠衣的母親再婚而成為義理上的家人住在一起。
在學校休息時喜歡上屋頂寫作，並有了與陽菜說話的契機。有一次看到陽菜在屋頂流淚，而後又被瑠衣詢問姐姐有沒有跟自己商量過男朋友的事。與好友文也商談時得知陽菜與男朋友進行著不倫交往，回家後質問陽菜卻被以「這不該是小孩子該踏入的大人的世界」而回絕，激動的夏生以初吻強吻陽菜，卻被陽菜推倒在床上，被嚇到的夏生受到陽菜「雖然大膽做了自以為很了不起的事情，但眼神還是透露出小孩子的模樣」的指責而離家出走。隨後在文也的建議下與瑠衣跟蹤陽菜。後來在拉曼與偶然遇到陽菜和男朋友萩原柊，交談後得知萩原柊在已經有妻子的情況下與陽菜交往，和瑠衣兩人極力反對，而後瑠衣朝萩原柊臉上潑水衝出店外，追上瑠衣的夏生，看到瑠衣傷心的樣子，將其抱在懷中。以此為契機，陽菜為了夏生和瑠衣以及家庭和萩原柊分手。
與瑠衣見面時認識了桃，並在路邊幫桃躲開過路車，故對夏生產生好感。收到桃寫了約會邀請的紙條並對夏生說希望用LINE回覆自己，但夏生沒有智慧型手機，加上當天照顧瑠衣，沒有回覆。
某個週末與陽菜約會並將寫好的小說交給陽菜，了解到陽菜的初戀經歷並聯想到自己後，對陽菜告白，但被陽菜拉著走向大海，並說出「我們兩個在一起的話，就如同殉情一樣喔，你有這樣的覺悟嗎？」而拒絕。
之後在學校桃注意到夏生臉色不好而詢問理由，在說出自己的戀情無法傳達出去後被桃吻了上去並邀請夏生去自己家。由於夏生「雖然有些傳言但也沒什麼問題，不是家人也不是老師，就算交往也沒什麼問題吧。」的負面想法所困而要與桃發生關係前，看到桃手腕上的傷疤並聯想到好友說的話以及桃家裏小時的照片後轉念去超市購買食材並做了照燒蓋飯與桃一起吃飯，並說「一個人寂寞的時候就再一起吃飯吧。」，決定與桃只做朋友。
隔天在學校屋頂遇見現代國語老師桐谷怜士，討論喜歡的書後怜士表達對夏生很感興趣。之後遇見瑠衣因為夏生明明沒有在家做過卻給桃做照燒蓋飯而無意識的吃醋。同日與好友參觀社團時，進入文藝部借出了喜歡的書，後來被怜士發現而強行要求夏生加入文藝部。
某次社團活動被怜士要求與部長美雨接吻來感受戀愛的感覺，之後看到美雨的表情後拒絕並遞給美雨手帕紙，並被怜士宣言「這樣我就了解你的為人了呢。」而看好。
瑠衣注意到自己的感情後，多次被瑠衣要求接吻。
帶瑠衣與桃加入文藝部。
之後去美雨家欣賞美雨寫過的作品。
暑假參加文藝部露營兼聯歡會時聽到顧問怜士跟陽菜的談話，表示萩原柊已經離婚。
在184、185話陽菜在回家途中，由於陽菜拒絕種部健悟後，被其跟蹤甚至差點被其持刀傷害，後來由夏生衝出來擋下這一刀。
在216話與瑠衣兩人分手，隨後於250話和好。在262話因瑠衣懷孕的關係，通過爸媽同意準備與瑠衣結婚。後因陽菜遭撞昏迷結婚取消。
在276話，與陽菜結婚，最終有情人終成眷屬。
橘陽菜（Tachibana Hina，聲：日笠陽子）
本作女主角，生日:/4月6日/星座：白羊座/。
瑠衣的親姐姐。本作初登場時是赤森高中2年3班的導師，教授的科目為英文，且為排球部的副顧問。年齢比夏生還有瑠衣年長7歲。夏生喜歡的對象。總是很正經、認真，所以總是以「因為我是大人嘛」「大人也有大人的煩惱啦」來避開跟瑠衣或夏生談論自己的事，卻因此傷害到他們。跟瑠衣比起來有著很高的社交能力，在男學生中的人氣非常高。料理能力很差，只會做毛豆和涼拌豆腐之類簡單的料理。喜歡喝酒，但是酒品很差，有一次喝醉後把身邊的女性朋友挨個親了一遍。
常常在屋頂望著外面發呆，由此契機與在屋頂寫作的夏生相遇，並收到鼓勵因此開始注意夏生，並約定小說寫好後要第一個給自己讀。後被夏生看到獨自在屋頂流淚，其實是因為感情上的問題，但卻用別的原因帶過。在被夏生問到是否在進行著不倫交往時，告知其「這不該是小孩子該踏入的大人的世界」，隨後被激動的夏生強吻，為了逃避而對夏生說了傷害到他的話。和男朋友萩原柊在拉曼遇到夏生與瑠衣，在二人的極力反對下為了夏生和瑠衣以及家庭，在夏生親生母親的墓前向他們告知已經和萩原柊分手。
某個週末邀請夏生約會，收到夏生寫好的小說，並說出自己在高中時同學誤會自己對男生和對女生說話時的態度不一樣而獨自傷心時，被當時的生物課老師萩原柊搭話並一起度過的開心的時光，大學四年級時又再會萩原柊後開始不倫交往的話題，之後被夏生告白，但由於自己要為夏生的將來考慮和陽菜過於認真和正經的性格而以「如果我們兩個在一起的話，一定無法一直隱藏戀情而被大家知道，到時無論家庭還是社會上都無法允許這樣的存在，就如同殉情一樣喔，你有這樣的覺悟嗎？」拒絕夏生。
某天在家中自慰，邊說出了萩原柊的名字，但其實此時心中已經有了夏生，但顧及自己與夏生的義理姐弟關係而將夏生隱藏在心中。
暑假被夏生和瑠衣邀請參加文藝部露營兼聯歡會時與顧問怜士的對話中，得知萩原柊已經離婚的消息。
因为初恋老师萩原柊的追求，卷入了對方的婚外恋情中而烦恼。后来为了家人着想而舍弃这份恋情，但心底却未真正放下。在夏生的苦苦追求下与他交往成为情侣，甚至在外租房与之同居，并答应了他的求婚。既是师生恋又是不伦恋的压力下，而后因为意外恋情遭到曝光选择調職来保护夏生。
在138話回家，也正式提出辭職，重新邁入職場找新工作後遇到了媽媽以相親為由介紹的種部健悟，雖然兩人之間的關係剛開始處的還不錯，但陽菜最後拒絕健悟。在拒絕健悟後被健悟跟蹤甚至差點被持刀傷害，後來是夏生衝出來擋了這一刀。對此陽菜發誓要一輩子陪著夏生生活。
在266~270話期間，周刊記者要流傳之前休學旅行時陽菜與夏生親吻的照片，並通知種部健悟要公布於周刊，後與桐谷怜士一同去周刊公司強迫要求撤銷這次報導。
在270話，遭受周刊記者酒駕衝撞，昏迷5年。
在276話，甦醒後經歷約3年半的復健後與夏生結婚，最終有情人終成眷屬。
橘瑠衣（Tachibana Rui，聲：内田真禮）
本作女主角，生日:/9月5日/星座：處女座/。
不擅長與人交流的女高中生。因為在意周遭的人裡只剩下她還是處女，因此以「討厭被大家輕視」為理由——後來說出其實是因為姐姐說瑠衣還是小孩子而無法理解自己，將夏生作為了初體驗的對象，而發生了肉體關係。後來，夏生的父親與瑠衣的母親再婚，瑠衣與夏生成為了義理上的兄妹。
再婚前，與母親・都樹子、姐姐・陽菜三個人居住在8層樓高的公寓。母親再婚後，因為不想要遠距離通勤上學，所以就從原本就讀的櫻川高中轉學到了跟夏生相同的赤森高中。轉學後的班級是2年2班。
在跟別人對話時常常很冷淡，所以沒什麼朋友。曾說過「最近流行歌的歌詞都沒甚麼內涵，大家都聽同樣的歌呢」，所以喜歡聽佐田雅志的《防人之詩》、中島美雪的《生命的別名》以及歌手森田童子之類以前的歌曲。
由於性格的原因，轉學後也沒什麼朋友，在夏生的幫助下，漸漸地和同年級的同學們打好關係。
在夏生的好友文也的建議下與夏生跟蹤陽菜並在拉曼與陽菜和男朋友萩原柊，因為非常擔心姐姐會一直當別人的小三，在談話最後朝萩原柊臉上潑水後衝出店外，追出來的夏生找到自己後，被夏生抱在懷中痛哭。以此為契機，陽菜為了夏生和瑠衣以及家庭和萩原柊分手。
有一天被同班的柏原桃搭話，雖然有同學說桃有很多奇怪傳言，但還是表明要有自己來判斷而成為朋友。在被桃詢問是否可以追求夏生後產生動搖而患上感冒，並察覺到對夏生的心意。後在家中被夏生照顧病情，並在替桃傳達對夏生心意時無意識中露出醋意。
曾多次被夏生看到裸體，卻不為所動，並說「事到如今還在意這些嗎？」，也成為夏生開始在意瑠衣的一個原因。
某天向夏生表達明明沒有在家做過卻給桃做照燒蓋飯而無意識的吃醋，之後與拉曼店長談心後逐漸察覺自己對夏生對心意。注意到自己的感情後，多次要求與夏生接吻。
看到夏生在家畫文藝部入部介紹時表達自己也想加入，之後與桃一起加入文藝部。
之後也因為和家人還有夏生的日常相處，性格逐漸地改變。瑠衣對於懶散的姊姊，偶爾會用辛辣的手段來對待，不過實際上對擁有自己所沒有的開朗性格的姊姊很尊敬、擔心。
如上所述，瑠衣雖然看上去冷淡，也不擅長表達情感，不過內心也是有著相當脆弱的一面，因此常在本作中對周圍的人流淚，而對於親近的人，感情則更加敏感，在夏生或陽菜心情低落時，總是積極的鼓勵他們。
跟陽菜相反，瑠衣的家事能力很高，料理技術也非常好。
初體驗時之所以會選擇夏生作為對象的原因是，如果跟經驗豐富的人做的話，感覺會被蠶食而盡，所以還不如把第一次給同樣沒有經驗的夏生。在初體驗過後說出了「也就這回事啊」、「僅僅是很意外，我依舊是我；你也還是原來那個你」的感想。
與生父幹本丈分別後，變的頹廢的都樹子，因為與夏生的父親相遇而逐漸轉變，夏生的父親也對都樹子承諾再婚後會給她幸福。而瑠衣與夏生發生過關係這件事情則在家人前隱瞞，瑠衣在藤井家與夏生再會時也裝作初次見面的樣子。在与夏生的相处中，发现自己已經喜欢上了他，甚致坦然表达出自己的感情，但也尴尬地卷入了与亲姐姐阳菜的三角恋中。
相當的熱愛讀書，用餐後總是待在房間裡看書，就算是在泡澡時也會看書。轉入赤森高中後也加入了文藝部。
以跟生父幹本丈的相逢為契機，瑠衣將廚師做為了自己將來的目標，開始在幹本丈的餐廳打工，結業式前夕與夏生互相告白後成了男女朋友,高中畢業後正式的成為了生父餐廳的員工而努力著，目前人在國外研修廚藝。
在216話中了解到自己無法填補夏生的心靈空洞，且不能互相扶持前進而跟夏生分手，隨後於250話和好。在262話因懷孕的關係，通過爸媽同意準備與夏生結婚。後因陽菜遭撞昏迷結婚取消。
剛開始出場時留著短髮，但是從高三的春天開始將頭髮留長到了肩膀。在高中畢業黄金周前，再次的改變髮型變成了短鮑伯頭，維持至今。
自稱時會使用「我」，稱呼陽菜時使用「陽菜姐」，對夏生則是使用「你」、「夏生」。

### 家庭成員
橘都樹子（Tachibana Tsukiko，聲：日野由利加）
瑠衣與陽菜的親生母親。
由於前夫 (幹本丈) 出軌 (真正的原因是幹本丈所經營的餐廳欠債，為了不拖累家人而以外遇為理由跟都樹子離婚)、拋家棄子而不相信男人，卻被夏生的父親藤井昭人的誠實打動決定再婚。担心自己的女儿们会与夏生发生不伦恋情。
在夏生遭刺後,曾與昭人認真想過是不是當初應該支持陽菜和夏生的戀情,就不會演變成現況,此時剛好被正與夏生交往的瑠衣聽見。
藤井昭人（Fujii Akihito，聲：飛田展男）
夏生的親生父親。在與夏生討論後決定與都樹子再婚，並且買下了新家，讓全家搬進去住。
在夏生遭刺後,曾與樹子認真想過是不是當初應該支持陽菜和夏生的戀情,就不會演變成現況,此時剛好被正與夏生交往的瑠衣聽見。
藤井純（Fujii Jun，聲：中原麻衣）
夏生的親生母親，昭人的前妻。純因病死亡後，昭人每年的月命日都會到墓前祭拜。
幹本響（Mikimoto Hibiki）
夏生在神社偶遇的高中一年級女生 (第一次與夏生見面時)。 真實身份是陽菜與瑠衣的生父(幹本丈)再婚後的繼女，反對瑠衣與父親接觸。
新年初一時夏生在拜佛祈願途中與瑠衣走散，響同樣與父母走散而和夏生搭話。二人因為同樣是再婚族的子女而很投緣，女孩也靠騎在夏生的肩膀上尋找到了父母。
幹本丈（Mikimoto Jyou）
瑠衣與陽菜的生父，橘都樹子的前夫。有著波浪捲的頭髮，擅長意大利式料理。以出軌為理由與都樹子離婚，真正的理由是因為經營的餐廳欠債，為了不拖累家人而離開。
在離開都樹子2年後，與響的母親相遇而再婚。再婚後調整了經營方針開第二家餐廳，後來也因為這個緣故回到瑠衣身邊，鼓勵瑠衣追逐自己的夢想，並答應教她料理。
藤井晴花/橘晴花（Haruka Fujii）
是夏生跟瑠衣的女兒。

### 赤森高校文藝部

#### 同屆學生
柏原桃（Kasiwabara Momo，聲：佳村遙）
出場時與瑠衣同班(2班)。特征是巨乳双马尾，擅长做小饰品。在自己看上的男孩面前会积极出击，據本人所說和男生的交際經驗有30人。對於在校內流傳的謠言，桃子自己的想法是「希望能對喜歡的人盡力所為」。生活富裕，但缺乏父母关爱，用性爱弥补感情上的孤独。左手腕上有著許多条自残的伤痕，因為常常只有自己一個人而感到寂寞所導致的，夏生是第一個沒有因為她手上的伤痕而遠離她的人，反而還安慰了她。後与夏生和瑠衣成为朋友后，一直想追求夏生并一同加入文艺部。
畢業典禮當天答應了律的告白，成為男女朋友
高中畢業後在慶應大學的醫學部就讀。
葦原美雨（Asihara Miu，聲：小原好美）
文藝部部長。初次登場時的班級為7班。與晴真（はるま，國中1年級的弟弟) 還有美夜（みやと，小學2年級的妹妹）一同居住在公寓。對桐谷老師單相思。畢業後就讀大學，並且在書店兼職工作。
松川·J·亞歷克斯（Matsukawa・J・Arekkusu，聲：畠中祐）
暑假時轉入夏生就讀的高中，是個在美國成長的日本人。初次登場時的班級為5班。桃子幫他取了「阿爾」(アル/Aru)這個愛稱。在日本出生，6歲時因為父親工作的關係，搬往美國居住。父母離婚後，與母親一同生活。跟夏生一起追捕內衣小偷時，在警察局遇見瑠衣，並且對她一見鍾情。後來受到夏生與瑠衣的影響，加入文藝部。對於含酒精的食物抗性非常低，也因為這個原因，在沖繩修学旅行時失去理性，準備強姦瑠衣，夏生趕到後與他打了一架，之後和夏生還有瑠衣和解。在修学旅行強姦未遂後依舊對瑠衣抱持著非常強烈的感情，文化祭時與瑠衣告白被拒絕。高中畢業後到越南和亞洲各地當背包客，在紐約時跟小時候的青梅竹馬，莉莉，告白，進而開始交往。。

#### 下屆學生
樺澤史乃（Kabasawa Fumio）
文藝部的新社員。戴著眼鏡的女生。進入赤森高中時的班級為1年6班。喜歡的作家有淺野敦子、森見登美彥。桃子幫他取了「絲絲」這個愛稱。和昴是小學和國中三年級時的同學，對昂抱著戀愛的感情。隱性巨乳。
櫻坂律（Ousaka Ritsu）
文藝部的新社員。進入赤森高中時的班級為1年1班。喜歡的小說有『涼宮春日的憂鬱』與『如果折斷她的旗』（輕小說類）。
國中時，喜歡上了同年級的棒球部女經理。桃子幫他取了「律君」這個愛稱。在上屆的畢業典禮中與桃子告白，成為了男女朋友。
芝崎昴（Sibasaki Subaru）
文藝部的新社員。進入赤森高中時的班級為1年5班。喜歡的作家有北方謙三、山崎豐子、蓮川要（桐谷怜士）。
桃子幫他取了「閃光彈」這個愛稱。

### 赤森高校其他人物
木根和志（Kine，聲：梶原岳人）
夏生高中時的同學，夏生和悠彌都稱呼他為「Kazu」。留著「All back」髮型。
柾岡悠彌（Yuuya，聲：益山武明）
夏生高中時的同學。
桐谷士（Kiriya Reiji，聲：綠川光）
現為國文教師，且為文藝部的顧問。拥有卓尔不群的言行与敏锐的洞察力，單身、吸菸者，副業為小說家，筆名是「蓮川要」（夏生憧憬的小說家）。
大學時是茗大演劇部【福萊斯特】的OB。另外萩原柊是他大學時代的後輩。

### 茗治大学演劇社【福萊斯特】
木梨真央（Kinashi Mao）
商學部二年級學生。
真央(三歲時)和弟弟(八個月時)在小時候被父母棄養，在被附近的鄰居發現之後便被教會附屬的保護設施給收養。
由於真央不斷的從周遭的大人們口中聽見「被棄養真可憐」這類的話，於是在進入設施後也一直認為「我和弟弟是可憐的小孩」。不過之後在設施內遇見了修女，修女看到真央這情形後，便對真央說「真央還是真央，這已經就是超級幸運了哦!」，被修女這樣開朗的性格影響，真央與弟弟也慢慢地成長為個性明亮的人。
楢龍一（Nara Ryuuichi）
大三學生。部長。雙性戀。
非常喜歡SM play。
楓本千佳（Akimoto Chika）
大三學生。負責製作。曾經參加過寶塚的男役考試，對於男役的扮演十分自信。
榊華（Sakaki Hana）
大三學生。負責編劇。被稱為天才的編劇，除此之外也有在寫小說。因為母親曾對她說「希望妳找個安定的職業」，而放棄了成為小說家的道路。不過後來被夏生的熱情給影響，下定決心繼續寫小說。是桃源繁光的女兒
水澤伊吹（Mizusawa Ibuki）
大二學生。演員。輕浮的男學生。把夏生帶去了桃色沙龍。
黑桂仁（Tsuzura Jin）
大三學生。負責大型道具。皮膚黝黑的男學生。
芹澤雅（Serizawa Miyabi）
大一學生。演員。剛開始認為夏生對演劇沒有熱情，因此憤怒地辭去主角的位置，後來看到夏生等人通宵對劇本檢查、修正，而改變了想法，再次接受了主角的位置。在演劇成功演出便對夏生萌生了愛意。
草薙優香（kusanagi Yuuka）
大一學生。雅童年的朋友，對雅抱有戀愛的感情。在雅喜歡上夏生後，認為因自己是女生，所以無法把感情傳達給同樣是女生的雅，之後便跟大家斷絕音訊，前往別墅。眾人聽說消息趕到別墅後，看到了疑似想上吊的優香，雅也因此驚慌失措，之後檜山說出了自己朋友喜歡上自己的經歷，聽到了夏生說「大概"喜歡"也好、"抱歉"也好、"尷尬"也好，即使彼此懷抱著複雜的感情，我想或許也能在一起走下去的吧」後，便決定繼續抱著原本的對雅的感情，待在雅的身邊。
檜山悠二（Hiyama Yuuji）
大三學生。負責音響。在同性朋友「拓海」對自己告白後，便疏遠了他。大約一年後的某天，聽到了拓海自殺的消息，對拓海自殺這件事覺得自己也有很大的責任。因此在優香失蹤的時候，與演劇部的各位協力尋找優香。
葛岡寧寧（Kuzuoka Nene）
演劇社的社員。將大一學生們的第一次給奪走的人。由於喜歡H的事情，而對男生們出手，之後朋友們便用「色色的寧寧」來稱呼她。

### 茗治大学其他人物
葉月霞（Hazuki Kasumi）
經濟學部一年級學生，在島根縣出生。
桑名（Kuwana）
夏生住的公寓的鄰居。

### 其他人物
文也（Fumiya，聲：江口拓也）
本名栗本文哉，夏生從幼兒園起就認識的玩伴，是夏生能交心的好友。從外表看起來是個戴著粗框圓形眼鏡的胖胖少年。在兼具咖啡廳和酒吧功能的店鋪「拉曼」裡打工。
高中畢業後在東京大學就讀。
小林昌樹（Kobayashi Masaki），聲：津田健次郎）
文也打工的店鋪「拉曼」的店長。
綾乃（Ayano，聲：高橋美佳子）
跟文也一樣在拉曼打工的女性。有個名叫葉大（聲：種崎敦美）的5歲兒子。
萩原柊（Hagiwara Syuu，聲：平川大輔）
32歲，已婚沒有小孩。陽菜的初戀以及不倫對象。妻子是大學時教授的女兒。與束縛猛烈的妻子感情不合而離婚。陽菜被調職到伊豆大島的高中後，柊曾經訪問大島，與陽菜再會。在那之後，碰巧與夏生再會，由於想要讓陽菜的心自由，於是欺騙夏生說「陽菜已經把你的事情忘記了」。但故事後期認清陽菜非夏生不可，甚至擅作主張告訴夏生關於當初在伊豆陽菜的所言所行是謊言，陽菜依然喜歡夏生這一事實。
楠本沙希（Kusumoto Saki）
桐谷之前的學生。導致桐谷調職的人就是她，在文化祭那時，因為怨恨著桐谷，所以對學校寄了奇怪的信還破壞了文藝部的攤位。在文化祭的事件後，偶然的與瑠衣再會，從那個時候開始瑠衣幫她取了個「小跟蹤狂」的綽號。第二次的學園祭時，再次訪問了文藝部，重新向葦原們謝罪。
真希（Maki）
陽菜大學時代的朋友，在外資工作。
蔦谷聰一郎（Tsutaya Souichirou，聲：上田燿司）
新虹社文藝部的編輯。在夏生獲得文藝大賞後，成為了夏生的編輯。另外也是桐谷新人時的編輯。
桃源繁光（Dogen Sigemitsu，筆名）
本名為胡桃澤（くるみざわ）。陷入寫作低潮期的夏生，經過了編輯蔦谷的介紹成為了桃源老師的徒弟。是個有名的直吉賞作家，因為不好伺候的性格，至今為止都沒去過頒獎典禮。曾經因過於專注寫作而沒照顧好自己的兒子草亮(草亮自己闖入平交道被列車撞死)導致兒子死亡。桃源繁光因病而死後，夏生繼寫他未完的手稿。
梅田百合（Umeda Yuri）
桃源取材時訪問的「宵之蝶」內的女服務員。源氏名為「樹里」。
椿姬愛里栖（Tsubaki Arisu）
夏生下定決心參加大學受驗後，到補習班「藻上預備校」開始上課後，在補習班內第一個交談的女高中生。
木梨怜央（Kinashi Reo）
木梨真央的弟弟，一邊就讀高中一邊當雜誌模特兒。非常溺愛姊姊。
種部健悟（Tanabe Kengo）
跟都樹子有生意往來的客戶的兒子，在一流企業工作的菁英。比陽菜還年長3歲(28歲)。擁有高學歷。
跟蹤行刺事件過後被逮捕,但夏生去探監時聽不出來健悟帶有任何一點的悔意。
梶田時彌（Kajita Tokiya）
跟瑠衣同年紀的料理人，在瑠衣的手受傷時被雇用來補上瑠衣的工作，喜歡瑠衣
文也的母親

## 出版書籍
| 集數 | 講談社         | 講談社                 | 講談社                 | 東立出版社                  | 東立出版社                                            |
| 集數 | 發售日期       | 通常版 ISBN            | 特裝版 ISBN            | 發售日期                    | ISBN / EAN                                            |
| ---- | -------------- | ---------------------- | ---------------------- | --------------------------- | ----------------------------------------------------- |
| 1    | 2014年7月17日  | ISBN 978-4-06-395137-0 | 不適用                 | 2016年1月21日               | ISBN 978-986-431-613-7                                |
| 2    | 2014年9月17日  | ISBN 978-4-06-395195-0 | 不適用                 | 2016年3月3日                | ISBN 978-986-431-614-4                                |
| 3    | 2014年11月17日 | ISBN 978-4-06-395248-3 | 不適用                 | 2017年4月13日               | ISBN 978-986-431-615-1                                |
| 4    | 2015年2月17日  | ISBN 978-4-06-395294-0 | 不適用                 | 2018年9月20日 2019年3月28日 | EAN 471-0945-55421-1（限定版） ISBN 978-986-431-616-8 |
| 5    | 2015年5月15日  | ISBN 978-4-06-395394-7 | 不適用                 | 2019年7月12日               | ISBN 978-986-431-617-5                                |
| 6    | 2015年8月17日  | ISBN 978-4-06-395462-3 | 不適用                 | 2019年8月21日               | ISBN 978-986-462-075-3                                |
| 7    | 2015年11月17日 | ISBN 978-4-06-395534-7 | 不適用                 | 2019年12月16日              | ISBN 978-986-462-755-4                                |
| 8    | 2016年2月17日  | ISBN 978-4-06-395599-6 | 不適用                 | 2020年6月22日               | ISBN 978-986-332-464-5（特裝版）                      |
| 9    | 2016年5月17日  | ISBN 978-4-06-395678-8 | 不適用                 | 2020年9月4日                | ISBN 978-986-470-654-9                                |
| 10   | 2016年8月17日  | ISBN 978-4-06-395734-1 | 不適用                 | 2021年1月8日                | ISBN 978-986-482-048-1                                |
| 11   | 2016年11月17日 | ISBN 978-4-06-395799-0 | 不適用                 | 2022年4月18日               | ISBN 978-986-482-358-1                                |
| 12   | 2017年2月17日  | ISBN 978-4-06-395870-6 | ISBN 978-4-06-362351-2 | 2022年10月13日              | ISBN 978-986-486-113-2                                |
| 13   | 2017年5月17日  | ISBN 978-4-06-395942-0 | 不適用                 | 2023年12月4日               | ISBN 978-986-486-554-3                                |
| 14   | 2017年7月14日  | ISBN 978-4-06-510068-4 | ISBN 978-4-06-510127-8 |                             |                                                       |
| 15   | 2017年9月15日  | ISBN 978-4-06-510193-3 | ISBN 978-4-06-510174-2 |                             |                                                       |
| 16   | 2017年11月17日 | ISBN 978-4-06-510386-9 | ISBN 978-4-06-510823-9 |                             |                                                       |
| 17   | 2018年2月16日  | ISBN 978-4-06-510964-9 | ISBN 978-4-06-510965-6 |                             |                                                       |
| 18   | 2018年4月17日  | ISBN 978-4-06-511268-7 | ISBN 978-4-06-511269-4 |                             |                                                       |
| 19   | 2018年7月17日  | ISBN 978-4-06-511788-0 | ISBN 978-4-06-511790-3 |                             |                                                       |
| 20   | 2018年10月17日 | ISBN 978-4-06-512990-6 | ISBN 978-4-06-513636-2 |                             |                                                       |
| 21   | 2018年12月17日 | ISBN 978-4-06-513483-2 | ISBN 978-4-06-514118-2 |                             |                                                       |
| 22   | 2019年3月15日  | ISBN 978-4-06-514423-7 | ISBN 978-4-06-515067-2 |                             |                                                       |
| 23   | 2019年6月17日  | ISBN 978-4-06-515317-8 | ISBN 978-4-06-515233-1 |                             |                                                       |
| 24   | 2019年9月17日  | ISBN 978-4-06-516452-5 | ISBN 978-4-06-515234-8 |                             |                                                       |
| 25   | 2019年11月15日 | ISBN 978-4-06-517363-3 | ISBN 978-4-06-515235-5 |                             |                                                       |
| 26   | 2020年2月17日  | ISBN 978-4-06-518454-7 | ISBN 978-4-06-519259-7 |                             |                                                       |
| 27   | 2020年5月15日  | ISBN 978-4-06-518855-2 | ISBN 978-4-06-518862-0 |                             |                                                       |
| 28   | 2020年8月17日  | ISBN 978-4-06-520338-5 | ISBN 978-4-06-520339-2 |                             |                                                       |

短篇集
- ドメスティックな彼女 公式薄い本

收錄首刷附贈短篇、特裝版小冊子跟「if」故事（週刊少年Magazine 2016年第51號、2017年第18號、2019年第6號、2020年第28號）
1. 2020年8月17日發售、ISBN 978-4-06-520340-8

## 電視動畫
製作方於2018年7月12日宣布電視動畫化的消息。 第一季電視動畫於2019年1月至3月播放。

### 工作人員
- 原作：流石景
- 監督：井畑翔太
- 劇本：高橋龍也（日语：高橋龍也）
- 人物設定：井出直美
- 美術監督：魏斯曼
- 美術設定：高橋麻穂
- 色彩設計：林由稀
- 攝影監督：伊藤康行
- 編輯：小島俊彦
- 音樂：甲田雅人（日语：甲田雅人）
- 音樂製作：Flying DOG
- 音響監督：立石弥生
- 動畫製作：diomedéa
- 製作：家有女友製作委員會（DMM pictures、講談社、flying DOG、每日放送）

### 主題曲
片頭曲聲嘶力竭（第1－11話）
作詞、作曲、主唱：美波
片尾曲
（第1－7話、第9－12話）
作詞、作曲、主唱：瀧川ありさ，編曲：重永亮介
Always（第8話）
作詞、作曲、主唱：瀧川ありさ，編曲：重永亮介
插入曲
（第7話）
作詞、作曲、編曲：ZAI-ON，主唱：橘陽菜（日笠陽子）
Prologue（第7話）
作詞、作曲：美波
Monochrome（第10話）
作詞、作曲、編曲：伊藤直樹，主唱：橘瑠衣（內田真禮）

### 各話列表
| 話數   | 日文標題 | 中文標題                      | 劇本     | 分鏡              | 演出                | 作畫監督                                                                   | 總作畫監督                 | 漫畫原作                     |
| ------ | -------- | ----------------------------- | -------- | ----------------- | ------------------- | -------------------------------------------------------------------------- | -------------------------- | ---------------------------- |
| 第1話  |          | 要在這裡和我做嗎?             | 高橋龍也 | 井畑翔太          | 井畑翔太            | 井出直美、石川雅一 西田美彌子                                              | 井出直美                   | 第1、2話                     |
| 第2話  |          | 該不會…你親下去了?            | 高橋龍也 | 井畑翔太          | 胡蝶蘭揚羽          | 井出直美、石川雅一 西田美弥子、synod 福田佳太、佐藤勝行                    | 井出直美                   | 第3、4話                     |
| 第3話  |          | 那件事，果然是真的嗎?         | 高橋龍也 | 草川啓造          | 大之水枝            | 石川雅一、和田伸一 Park Ji-Ho                                              | 井出直美                   | 第5－7話                     |
| 第4話  |          | 那，妳是怎麼想的?             | 高橋龍也 | 角地拓大          | 井畑翔太 胡蝶蘭揚羽 | 福田佳太、synod 西田美彌子                                                 | 井出直美                   | 第8－10話                    |
| 第5話  |          | 我可以喜歡他嗎?               | 渡航     | 井畑翔太          | 胡蝶蘭揚羽          | 石川雅一、福田佳太 加藤弘将、和田伸一 本田辰雄、菊池一真                   | 井出直美                   | 第11－13、 16話              |
| 第6話  |          | 現在就在這裡接吻吧            | 王雀孫   | 青山弘            | 胡蝶蘭揚羽          | 福田佳太、本田辰雄 Park Ji-Ho、和田伸一 田中彩、synod                      | 井出直美 小原充 松本麻友子 | 第17－20話                   |
| 第7話  |          | 我們交往的話，就是這麼一回事? | 渡航     | 大村將司 井畑翔太 | 大村將司 井畑翔太   | 石川雅一、福田佳太 西田美彌子、本田辰雄 synod                              | 井出直美 小原充 松本麻友子 | 第14－15、 21、 23－24話     |
| 第8話  |          | 那我不要當大人了              | 王雀孫   | 井畑翔太          | 胡蝶蘭揚羽          | 石川雅一、福田佳太 加藤弘將、西田美彌子 和田伸一、本田辰雄 synod           | 井出直美 小原充 松本麻友子 | 第29－35話                   |
| 第9話  |          | 別說那樣的話?                 | 渡航     | RoydenB           | 胡蝶蘭揚羽          | 石川雅一、加藤劍 本田辰雄、大村將司 Park Ji-Ho、菊池一真                   | 井出直美 小原充 松本麻友子 | 第35－36話                   |
| 第10話 |          | 騙子……                        | 王雀孫   | 井畑翔太          | 井畑翔太            | 石川雅一、福田佳太 西田美彌子、大村將司 和田伸一、Park Ji-Ho synod         | 井出直美 小原充 松本麻友子 | 第42－44話                   |
| 第11話 |          | 這樣真的好嗎？                | 高橋龍也 | 吉田徹            | 胡蝶蘭揚羽          | 石川雅一、福田佳太 西田美彌子、大村將司 Beak Yeun-Ju、synod                | 井出直美 小原充 松本麻友子 | 第45－47、 49、51、 54－57話 |
| 第12話 |          | 對不起，我愛你                | 高橋龍也 | 井畑翔太          | 井畑翔太            | 石川雅一、福田佳太 西田美彌子、大村將司 本田辰雄、和田伸一 synod、井畑翔太 | 井出直美 小原充 松本麻友子 | 第63－67、 70－71話          |

### 播放電視台
日本深夜動畫：下文記載的日本国内播放時間使用日本標準時間（UTC+9）表示。因為部分時間标识會採用30小时制，因此請留意这类超过24:00的时间，其實際播放時間為翌日清晨。
| 播放日期                                          | 播放時間                           | 播放電視台 | 播放區域   | 備註                                  |
| ------------------------------------------------- | ---------------------------------- | ---------- | ---------- | ------------------------------------- |
| 2019年1月12日－3月30日                            | 星期六 25:55 - 26:25（星期五深夜） | 每日放送   | 近畿廣域圏 | 製作局                                |
|                                                   |                                    | TBS電視台  | 關東廣域圏 |                                       |
| 2019年1月13日－3月31日                            | 星期日 25:00 - 25:30（星期六深夜） | BS-TBS     | 日本全國   | 日本衛星電視廣播                      |
| 2019年1月14日－4月1日                             | 星期一 22:00 - 22:30               | AT-X       | 日本全國   | 日本衛星電視廣播(CS放送) / 節目有重播 |
| 2019年1月18日－4月5日                             | 星期五 25:36 - 26:06（星期四深夜） | 愛電視台   | 愛媛縣     |                                       |
| 2019年1月22日－4月9日                             | 星期二 25:28 - 26:58（星期一深夜） | 青森電視台 | 青森縣     |                                       |
| 毎日放送、TBS電視台、BS-TBSでは『Animeism』B1枠。 |                                    |            |            |                                       |

網路平台亞馬遜影片將於電視之前播出。

## 真人版網路節目
以戀愛模擬體驗劇為主拍攝，並於2016年5月在YouTube上公開。 觀賞者可通過影片畫面上的選項來選擇行動，決定故事的發展與結局。 本真人日劇在2016年5月17日時與單行本第9卷一同公開。

### 演員
- 陽菜 - 今野杏南[69]
- 瑠衣 - 夏目花実[69]

## 外部連結
- 講談社「家有女友」MagaPoke官方網頁（页面存档备份，存于）（日語）
- 講談社「家有女友」MAGAMEGA官方網頁（页面存档备份，存于）（日語）
- 電視動畫官方網站（日語）
- 家有女友的X（前Twitter）（日語）